# Haingrund und Organistenwiese bei Stolberg
Haingrund und Organistenwiese bei Stolberg bezeichnet ein FFH-Gebiet in der Gemeinde Südharz im Landkreis Mansfeld-Südharz in Sachsen-Anhalt.

## Allgemeines
Das FFH-Gebiet ist circa 14 Hektar groß. Es überlagert sich mit dem Landschaftsschutzgebiet „Harz und südliches Harzvorland“ und grenzt an das FFH- und EU-Vogelschutzgebiet „Buchenwälder um Stolberg“. Es ist durch die Landesverordnung zur Unterschutzstellung der Natura 2000-Gebiete im Land Sachsen-Anhalt (N2000-LVO LSA) seit dem 21. Dezember 2018 rechtlich gesichert. Zuständige untere Naturschutzbehörde ist der Landkreis Mansfeld-Südharz.

## Beschreibung
Das aus zwei Teilflächen bestehende FFH-Gebiet liegt bei Stadt Stolberg (Harz) im Naturpark Harz/Sachsen-Anhalt, hier gleichzeitig auch Biosphärenreservat Karstlandschaft Südharz. Es umfasst größtenteils von Wäldern umgebene Grünlandbereiche, den westlich von Stadt Stolberg (Harz) liegenden Hinteren Haingrund und die nördlich von Stadt Stolberg (Harz) liegende Organistenwiese. Hier siedeln Waldrispengras, Geflecktes Johanniskraut, Waldstorchschnabel und auf feuchten Standorten auch Schlangenknöterich, Sumpfdotterblume, Bachnelkenwurz und Herbstzeitlose. Im Bereich Hinterer Haingrund sind auch Magerrasen mit Stängelloser Kratzdistel, Heidenelke, Stattlichem Knabenkraut und Echter Schlüsselblume ausgebildet. Vorwiegend in randlicher Hanglage sind in den Wiesen kleinflächig vermoorte Quellbereiche zu finden. Hier siedeln Kleinseggen, darunter Hirsesegge, Blaugrüne Segge, Igelsegge und Wiesensegge, Schmalblättriges Wollgras, Sumpfdreizack, Kleiner Baldrian, Sumpfstendelwurz und Gemeines Fettkraut. Außerdem siedeln hier verschiedene Moose, insbesondere Campylium stellatum. Durch den Hinteren Haingrund fließt ein Bach, der von einem von Schwarzerle dominierten Galeriewald begleitet wird. In der Krautschicht siedeln unter anderem Hainsternmiere, Riesenschwingel und Großes Springkraut.
Das Gebiet beherbergt Vorkommen der Haselmaus und ist im Zusammenhang mit den angrenzenden Wäldern Teillebensraum für Luchs und Wildkatze.